# МТ-ЛБ-С
МТ-ЛБ С — українська броньована гусенична медична машина, розроблена на базі радянського плаваючого бронетранспортера МТ-ЛБ.

### Історія
Після початку бойових дій на сході України навесні 2014 року зросли потреби збройних сил України у техніці для евакуації поранених та травмованих військовослужбовців.
проект санітарної машини на базі МТ-ЛБ почали розробляти наприкінці 2014 року. 2015 року київська компанія ТОВ НВК «ВК Система» в ініціативному порядку розробила та представила зразок броньованої медичної машини для збройних сил України, який завершив випробування до осені 2015 року.
До початку листопада 2015 року був виготовлений один досвідчений екземпляр бронемашини (бортовий номер "103", неофіційна назва "Ескулапочка") та розпочато виготовлення трьох серійних машин (відповідно до наказу міністерства оборони України від 23 вересня 2015 року про забезпечення збройних сил України боїв) медичними машинами).
Наприкінці 2015 року броньовану медичну машину МТ-ЛБ-С було офіційно прийнято на озброєння сухопутних військ збройних сил України.
До 29 грудня 2016 року було виготовлено та поставлено до збройних сил України 22 машини, у 2017 році заплановано переобладнання додаткової кількості МТ-ЛБ на санітарні машини МТ-ЛБ С.
26 жовтня 2017 року заступник начальника лікувально-евакуаційного відділу Військово-медичного департаменту міноборони України полковник медичної служби Петро Мех повідомив в інтерв'ю, що всього за 2016 – 2017 роки було виготовлено та поставлено у війська 30 МТ-ЛБ С, 2 2016 року та 8 шт., у 2017 році).
У квітні 2018 року до військ передали ще одну партію МТ-ЛБ С. Загалом у 2018 році до військ передали 10 бронемашин цього типу.
До 26 березня 2019 року було виготовлено та передано до військ 45 шт. МТ-ЛБ С.
23 серпня 2020 року на аеродромі Васильків у Київській області президент України В. А. Зеленський передав у війська 132 одиниці озброєння та військової техніки (у тому числі дві МТ-ЛБ С). Загалом 2020 року у війська передали 16 машин цього.
7 лютого 2021 року у доповіді Української військово-медичної академії було згадано, що всього з 2015 до кінця 2020 року до військ передали 70 МТ-ЛБ С.

### Опис
МТ-ЛБ С призначена для надання долікарської допомоги та транспортування поранених (у тому числі, тяжко поранених) із важкодоступних районів, зон аварій, стихійних лих та бойових дій. 
У порівнянні з МТ-ЛБ, внутрішній об'єм корпусу машини значно збільшений (за рахунок збільшення висоти десантного відділення). Також бронемашина оснащена обладнанням для надання першої медичної допомоги (медикаменти, перев'язувальні матеріали та джгути, шини для іммобілізації, кисневий інгалятор КІ-4.02...), лебідкою з електроприводом і довжиною троса 50 метрів (для витягування поранених через прострілювані місця 5 носилками.
Екіпаж бронемашини - 2 або 3 особи (командир машини, механік-водій і, при необхідності - санітарний носій).
Крім того, бронемашина може приймати від 4 до 8 поранених (чотирьох лежачих «важких» поранених або до 8 легкопоранених у сидячому положенні).
До кінця 2016 року компанія-виробник розробила варіанти модернізації бронемашини (посилення бронювання та заміна силової установки на новий дизельний двигун).

### Варіанти і модифікації

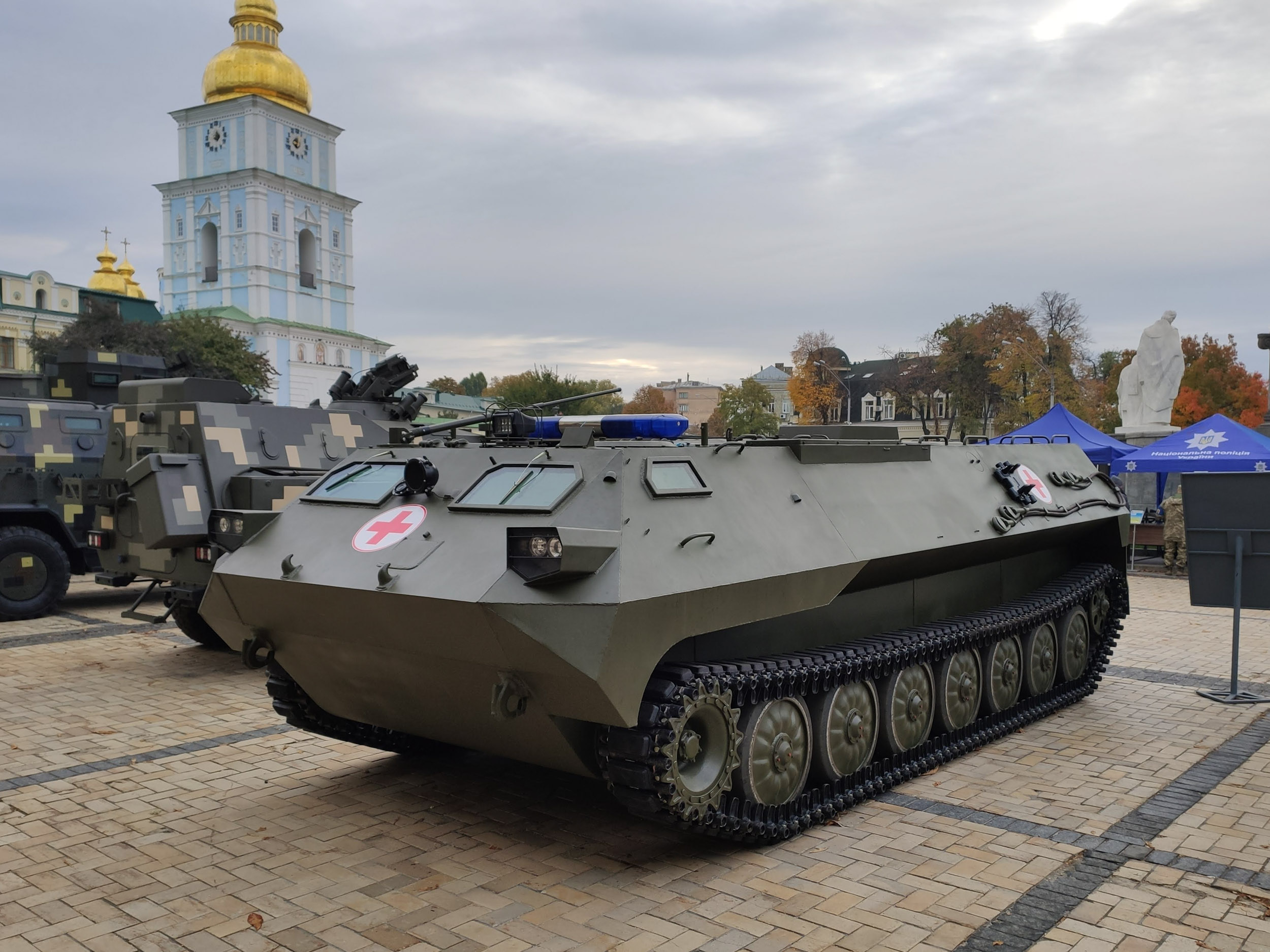
МТ-ЛБуС на виставці "Зброя та безпека-2021"

• МТ-ЛБуС – проект санітарно-евакуаційної машини з МТ-ЛБу, запропонований київською компанією ТОВ „КОРТ”. Машина обладнана двома склоблоками, встановленими в лобовий    броньовий лист та новими здвоєними фарами, у десантному відсіку встановлені ноші для поранених. 14 червня 2021 року демонстраційний зразок МТ-ЛБуС був представлений на збройній виставці "Зброя та безпека-2021", що проходила в Києві.

### Оператори
•   Україна
• Сухопутні війська Збройних сил України